# Serravalle
Serravalle es un castello (municipio) de San Marino. A ella pertenece Dogana, la curazia (localidad) más poblada de San Marino con 10 546 habitantes a mayo de 2013.

## Historia
Antes llamado Olnano (Castrum Olnani) y dominio de la Malatesta de Rímini, fue ocupado en 1463 por la República de San Marino y pasó a formar parte oficialmente de su territorio el 27 de junio de 1463. César Borgia lo controló durante un corto período en 1503, poniéndolo bajo un vicario de Rimini.

## Geografía
Posee una superficie de 1053 hectáreas y constituye la parte más septentrional del país. La ciudad limita con los municipios sammarinenses de Domagnano y Borgo Maggiore y con los municipios italianos de Verucchio, Rimini y Coriano. Serravalle cuenta con un barrio circundante llamado Galazzano, donde se encuentra la estación meteorológica y una zona industrial. El punto más bajo del castillo (municipio) y de todo el territorio de San Marino está en Falciano, a 55 metros de altura.

## Comunicaciones

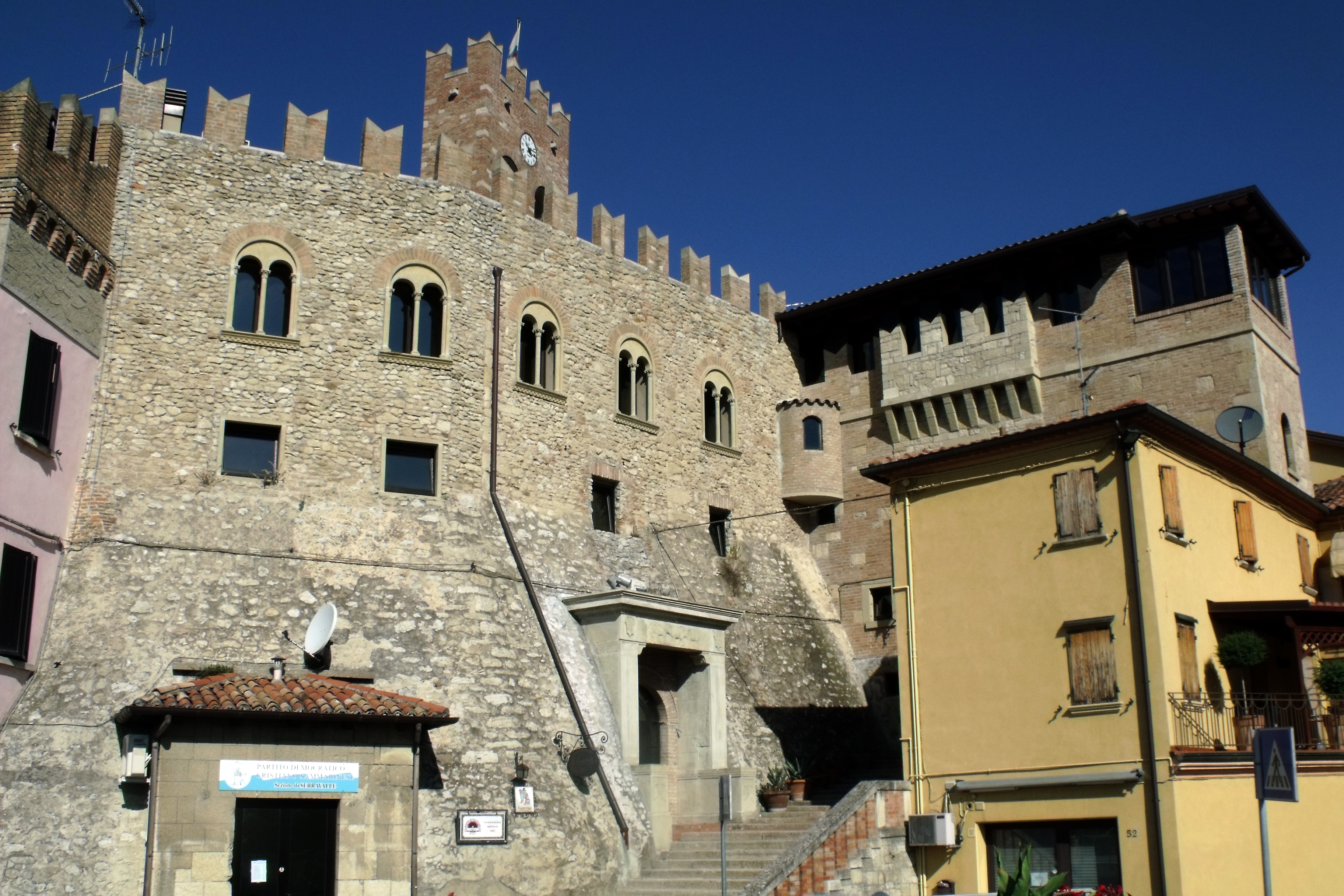
Vista del Castillo de Serravalle

Además del autobús y del coche, se puede visitar la ciudad a pie o simplemente en bicicleta. Está comunicada con muchas ciudades como San Marino. Se ha propuesto un tranvía que comunicara toda la ciudad, pero el proyecto fue abandonado en el año 2001, ya que era muy costoso de hacer y reparar.

## Deporte
En la ciudad actualmente hay un total de cuatro equipos de fútbol: AC Juvenes/Dogana, SS Cosmos, SC Faetano y SS Folgore/Falciano; todos ellos militan en la Primera División del país o Campeonato Sanmarinense de fútbol. Además, a nivel histórico, también el ya extinto San Marino Calcio compitió en la Serie D (cuarta categoría del fútbol italiano). 
En otras disciplinas destaca el balonmano (hay un equipo serravallense en la máxima categoría), el waterpolo, la natación, el baloncesto, el tenis y ciclismo.

## Sitios de interés
- La Iglesia de San Andrés (Chiesa di Sant Andrea), construida en 1824 por Luigi Fonti.
- El Estadio Olímpico (Stadio Olimpico di Serravalle), no es un estadio construido para albergar las Olimpiadas, sino para albergar los partidos de fútbol de San Marino.
- El Estadio de Béisbol de Serravalle (Stadio di Baseball di Serravalle), estadio del Club de Béisbol T & A de San Marino, que participa en la Liga Italiana de Béisbol.